# Новосубаївська сільська рада
Новосуба́ївська сільська рада (рос. Новосубаевский сельский совет) — муніципальне утворення у складі Нурімановського району Башкортостану, Росія. Адміністративний центр — село Новий Субай.

## Населення
Населення — 529 осіб (2019, 553 в 2010, 629 в 2002).

## Склад
До складу поселення входять такі населені пункти:
| Населений пункт       | Населення, осіб (2002) | Населення, осіб (2010) |
| --------------------- | ---------------------- | ---------------------- |
| Казнаташ, присілок    | 14                     | 13                     |
| Новий Субай, село     | 385                    | 346                    |
| Новоісаєво, присілок  | 8                      | 9                      |
| Нур, присілок         | 107                    | 96                     |
| Рятуш, присілок       | 13                     | 7                      |
| Старий Біяз, присілок | 102                    | 82                     |